# Centro de Satélites de la Unión Europea
Centro de Satélites de la Unión Europea (EU SatCen), es una agencia de la Comisión Europea, cuyo trabajo consiste en generar el material resultante del análisis de imágenes captadas por los satélites Copernicus, secundando la toma de decisiones de la Unión en el contexto de la Política Exterior y de Seguridad Común y la Política Común de Seguridad y Defensa, mejorando la recopilación de imágenes e información relacionada con cuestiones espaciales para prevenir conflictos y proporcionar ayuda humanitaria o militar. El CSUE proporciona información a Frontex, al EU INTCEN y a la Dirección de Inteligencia del Estado Mayor de la Unión Europea, así como a los Estados de la Unión que lo soliciten. La sede central está en la Base Aérea de Torrejón de Ardoz (Madrid).

## Historia
El Centro de Satélites de la Unión Europea se fundó en 1992 como un organismo de la Unión Europea Occidental y se incorporó como agencia en la Unión Europea el 1 de enero de 2002.
El SatCen fue creado en 2002, basado en una Acción conjunta del Consejo de la Unión Europea.